# خلخال (مرند)
خلخال یکی از روستاهای استان آذربایجان شرقی است که در بخش کشکسرای شهرستان مرند واقع شده‌است.